# 穆齐奥·克莱门蒂
穆齐奥·克莱门蒂（義大利語：Muzio Clementi，1752年1月23日—1832年3月10日），意大利作曲家，钢琴家，指挥家，钢琴乐器的开发者，钢琴制造家，音乐出版商，钢琴教师。

## 生平
自幼從布諾尼學習鋼琴、從柯爾第柴爾里學習風琴及理論，9岁時即公開演奏管风琴。1766 年被英國人貝克福特所賞識而渡英，他在此地學習鋼琴及作曲，1770年在倫敦公開演奏會上獲得了成功。1773年，將Op.2之三首鋼琴奏鳴曲呈獻給海頓。1777-78年間在倫敦擔任義大利歌劇中之大鍵琴指揮者，自1781年始往來各地做演奏旅行。他曾在维也纳与莫扎特进行钢琴比赛，克莱门蒂以卓越精湛的技巧领先，莫扎特以情趣优美见长，结果双方平分秋色、不分胜负。1782年起定居伦敦。1790年开设公司，主营音乐出版和钢琴制造事业。1810年停止演出，专心经商和作曲。1830年退休，1832年逝世。

## 成就
克莱门蒂是第一位创作真正的钢琴奏鸣曲的作曲家。其作品风格优雅精炼，演奏技巧高超，音乐充满活力。所作钢琴练习曲100首《名手之道》是广泛使用的教材，大量钢琴奏鸣曲和小奏鸣曲也颇为著名。
克莱门蒂为现代钢琴的成型完善做出了重要贡献。他也是贝多芬的好友及其作品在英国的出版商。
克莱门蒂的門下輩出了克拉邁、莫歇勒斯、卡克布蘭納等高才門弟。他並和约瑟夫·海顿终生保持着很好的友谊。